# Bayerischer Geograph
Der Bayerische Geograph – lateinisch Geographus Bavarus, auch Ostfränkische Völkertafel genannt – ist eine frühmittelalterliche Handschrift in lateinischer Sprache, die nach dem Einleitungssatz Descriptio civitatum et regionum ad septentrionalem plagam Danubii die Namen von Völkerschaften nördlich der Donau auflistet. Bei den insgesamt 59 Völkerschaften handelt es sich überwiegend um slawische Völker oder Stämme. Die Aufzählung dieser Stämme ist in zwei Abschnitte unterteilt. Die im ersten Abschnitt genannten Stämme lassen sich bis auf eine Ausnahme eindeutig bestimmen, weil sie auch in anderen fränkischen Quellen erwähnt werden. Eine zufriedenstellende Identifizierung der im zweiten Abschnitt genannten Stämme ist hingegen ganz überwiegend noch nicht gelungen. Ebenfalls ungeklärt ist die Bedeutung der den meisten Stämmen zugeordneten „civitates“ und des vereinzelt verwendeten Begriffs der „regiones“.
Bei der Handschrift handelt es sich sehr wahrscheinlich um die Abschrift eines oder sogar mehrerer älterer Texte. Die Verfasser des oder der Texte, der Entstehungsort der Handschrift und das Datum der Anfertigung von Texten und Handschrift sind unbekannt. Obwohl damit die entscheidenden Voraussetzungen einer historischen Interpretation des Textes im Dunkeln bleiben, gilt das Manuskript als eine der zentralen Schriftquellen zur frühmittelalterlichen Geschichte Mittel- und Osteuropas. Der Bayerische Geograph gibt Auskunft über die damalige politische Konstellation, das Siedlungswesen und er spiegelt die Vorstellung des Verfassers von ethnischen Kategorien wider.
Seit der Mitte des 19. Jahrhunderts beschäftigt sich die moderne Geschichtsschreibung vornehmlich mit der Frage nach der Datierung des Bayerischen Geographen. Geschichtswissenschaft und Archäologie sind unabhängig voneinander seit den 1990er Jahren zu einer ganzen Reihe von neuen Erkenntnissen gelangt, die eine Entstehung des ersten Abschnittes Ende des 9. Jahrhunderts und des 2. Abschnittes Anfang des 10. Jahrhunderts wahrscheinlich machen, während die Handschrift zu einem nicht näher bestimmbaren Zeitpunkt des 10. Jahrhunderts erarbeitet worden sein könnte.

## Handschrift
Die Handschrift befindet sich in der Bayerischen Staatsbibliothek in München unter der Signatur Clm 560 auf folio 149v–150r. Es handelt sich um die einzige erhaltene Abschrift des Textes. Der Entstehungsort der Handschrift ist unbekannt. Da das Schriftbild paläographisch am ehesten einer südwestdeutschen Schreibschule des 10. Jahrhunderts zuzuordnen ist, werden als Entstehungsort unter anderem das Kloster Reichenau und die Schreibschule des Konstanzer Münsters in Betracht gezogen. Über mehrere Jahrhunderte hatte sich die Handschrift dann im 997 gegründeten Kloster Prüll bei Regensburg befunden, ehe sie um 1487 in den Besitz des Büchersammlers und Nürnberger Stadtarztes Hartmann Schedel gelangte. Seit 1618 war der Codex in der herzoglichen Bibliothek in München. Der Text wurde 1772 durch den französischen Gesandten am kurbayerischen Hof in München Louis-Gabriel Du Buat-Nançay auf Französisch publiziert. Einer der ersten Kommentatoren, der auf Französisch schreibende polnische Wissenschaftler Jan Potocki, bezeichnete den Autor dann 1796 als „Géographe de la bibliothèque de Bavière“ und als „Géographe de Bavière“.

### Corpus
Der Text ist auf zwei einspaltig beschriebenen Pergamentblättern im Format 173 mm × 145 mm nachgetragen. Diese sind am Schluss eines in Leder eingeschlagenen Sammelbandes mit den Ausmaßen von 205 mm × 147 mm eingebunden. Das kleine Buch ist aus zwei älteren Büchern zusammengesetzt, dessen erster Teil aus dem 11. Jahrhundert stammt. Der zweite Teil ist älter und enthält kurze Abhandlungen über Astrologie und Geometrie. Schließlich folgen die beiden Seiten mit dem schmucklosen Text, abgefasst in einer karolingischen Minuskel, die Initialen in schwarzer Uncialis. Die Schrift erscheint hastig. Insgesamt erweckt die Handschrift den Anschein von „Gebrauchsliteratur“. Die zweite Seite ist nur zur Hälfte beschrieben und unten zur Gewinnung von Pergamentmakulatur abgeschnitten. Auf den unbeschriebenen Teil der zweiten Seite hat ein anderer Schreiber zwei Glossen gesetzt.

### Verfasser
Der Verfasser des Textes ist unbekannt. Ausgehend von seinem geographischen Standpunkt südlich der Donau liegt es nahe, ihn in Baiern oder im Erzbistum Salzburg zu vermuten. Dafür streitet zudem die Heranziehung der Enns als Ausgangspunkt für eine Entfernungsangabe. Der polnische Historiker Łowmiański vermutete den Abt Rudolf von Fulda als Verfasser des ersten Teils. Wolfgang H. Fritze nimmt an, Urheber sei Grimald von Weißenburg gewesen. Zuletzt hat der russische Historiker Alexander Nazarenko erörtert, ob der Text auf Method von Saloniki zurückgehen könnte.

### Datierung
Die Datierung des Bayerischen Geographen ist bis heute umstritten. Ohne eine nähere Eingrenzung der Entstehungszeit kann der Text geschichtswissenschaftlich nicht eingeordnet werden, kann insbesondere eine zuverlässige Interpretation der aufgelisteten Stammesnamen nicht erfolgen. Die Handschrift selbst enthält keine Datumsangabe.
Weitestgehende Einigkeit besteht insoweit, als Text und Handschrift zu unterschiedlichen Zeiten entstanden sein können, es sich also bei der Handschrift um eine Abschrift oder Zusammenstellung einer oder mehrerer älterer Texte handeln kann. Nachdem die Forschung bis Mitte des 20. Jahrhunderts aufgrund textkritischer Untersuchungen überwiegend von einer Entstehungszeit in der 2. Hälfte des 9. Jahrhunderts ausgegangen war, datierte Wolfgang H. Fritze den Text um das Jahr 844 und sprach sich damit zugleich gegen neuere Überlegungen aus, die den Text auf den Anfang des 9. Jahrhunderts datieren wollten. Der polnische Historiker Łowmianski schloss sich aufgrund eigener Erkenntnisse dieser Datierung an, die damit bis Ende der 1980er Jahre die wohl herrschende Meinung bildete.
Seit Anfang der 1990er Jahre gelangten Historiker und Archäologen unabhängig voneinander zu dem Ergebnis, der Text sei in der zweiten Hälfte des 9. Jahrhunderts entstanden. So konnte ein slawischer Burgenbau in dem geschilderten Umfang mittels dendrochronologischen Datierungen erst ab dem Ende des 9. Jahrhunderts nachgewiesen werden. Der Historiker Christian Hanewinkel schlug 2004 vor, zumindest die Entstehung des ersten Textteiles in der Herrschaftszeit Arnolfs von Kärnten um 889–892 anzusiedeln, zumal auch die Heveller um diese Zeit erstmals in einer anderen Quelle erwähnt werden. Für den zweiten Teil wird inzwischen sogar angenommen, er stamme aus dem beginnenden 10. Jahrhundert.

## Text
Der Text listet zunächst die Gebiete von 14 slawischen Völkerschaften auf, „die unseren Grenzen benachbart sind.“ (Iste sunt regiones quae terminant in finibus nostris.) Gemeint sind damit die Stämme östlich der Grenzen des fränkischen oder ostfränkischen Reiches. Die Aufzählung beginnt im Norden an der Grenze zu Dänemark mit den Abodriten und setzt sich bis zu den Bulgaren im Süden fort. Bis auf die Marharii und Merehanos, bei denen es sich möglicherweise um eine Doppelnennung der Mährer handelt, sind alle Stämme dieses Abschnitts aufgrund von entsprechenden Erwähnungen in anderen fränkischen Quellen eindeutig bestimmbar.
Anschließend folgt eine Liste von 44 Stämmen, „die nächst deren Grenzen siedeln.“ (Isti sunt qui iuxta istorum fines resident.) Die meisten dieser Stämme haben keine Entsprechung in anderen fränkischen Quellen, sondern sind ausschließlich durch den Text des Bayerischen Geographen bekannt. Ihre Identifizierung ist nur in wenigen Ausnahmefällen zufriedenstellend gelungen. Von den insgesamt 59 im Text genannten Völkerschaften erhalten 43 eine bestimmte Anzahl von civitates zugeordnet. Die Bandbreite variiert von zwei civitates bei den Besunzanen bis zu 516 bei den Stadici. Nur zwei Völkerschaften verfügen über urbes, darunter die Thadesi gleich mit 200. Eine Untergliederung in regiones findet sich nur bei den Stammesverbänden der Abodriten, Wilzen und Sorben sowie bei den unbekannten Sittici. Geographisch bemerkenswert ist noch eine Entfernungsangabe: Das Gebiet der Bruzzi hat eine größere Ausdehnung als von der Enns bis an den Rhein.
Die nachfolgende Wiedergabe des Textes entspricht den Editionen von Erwin Herrmann aus dem Jahre 1965 und Sébastien Rossignol aus dem Jahre 2011. Sie lehnt sich enger an die Handschrift an als etwa die Ausgabe von Henryk Łowmiański aus dem Jahre 1955, dessen Darstellungsabsicht allerdings nicht in einer originalgetreuen Wiedergabe der Handschrift, sondern in einer Hervorhebung der Stämme bestand. Eine Übersetzung des Textes in die deutsche Sprache, die ihrerseits bereits eine Interpretation darstellt, hat beispielsweise Christian Lübke vorgelegt.

### Wortlaut
Clm. 560, Fol. 149v:

Descriptio ciuitatum et regionum ad septentrionalem plagam Da-

nubii. Isti sunt qui propinquiores resident finibus Danaorum.

Quos uocant Nortabtrezi, ubi regio in qua sunt ciuitates

LIII, per duces suos partitae. Vuilci, in qua ciuitates XCV et

regiones IIII. Linaa est populus, qui habet ciuitates VII.

Prope illis resident quos vocant Bethenici, et Smeldingon,

et Morizani, qui habent ciuitates XI.Iuxta illos sunt qui uocan-

tur Hehfeldi, qui habent ciuitates VIII. Iuxta illos est re-

gio, quae uocatur Surbi. In qua regione plures sunt, quae ha-

bent ciuitates L. Iuxta illos sunt quos uocantur Talaminzi, qui ha-

bent ciuitates XIIII. Beheimare, in qua sunt ciuitates XV. Marha-

rii habent ciuitates XI. Vulgarii regio est inmensa et populus mul-

tus habens ciuitates V, eo quod multitudo magna ex eis sit et non

sit eis opus ciuitates habere. Est populus, quem uocant Mereha-

nos; ipsi habent ciuitates XXX. Iste sunt regiones quae terminant

in finibus nostris. Isti sunt qui iuxta istorum fines resident. Osterab-

trezi, in qua ciuitates plusquam C sunt. Miloxi, in qua ciuitates

LXVII. Phesnuzi habent ciuitates LXX. Thadesi plusquam CC urbes

habent. Glopeani, in qua ciuitates CCCC aut eo amplius. Zuireani ha-

bent ciuitates CCCXXV. Busani habent ciuitates CCXXXI. Sittici, regio

inmensa populis et urbibus munitissimis. Stadici, in qua ciuitates

DXVI populusque infinitus. Sebbirozi habent ciuitates XC. Vn-

lizi, populus multus, ciuitates CCCXVIII. Neriuani habent ciuitates

LXXVIII. Attorozi habent CXLVIII, populus ferocissimus.

Eptaradici habent ciuitates CCLXIII. Vuillerozi habent ciuitates CLXXX.

Zabrozi habent ciuitates CCXII. Znetalici habent ciuitates LXXIIII.

Clm. 560, Fol. 150r:

Aturezani habent ciuitates CIIII. Chozirozi habent ciuitates CCL.

Lendizi habent ciuitates XCVIII. Thafbezi habent ciuitates CCL-

VII. Zeriuani, quod tantum est regnum, ut ex eo cunctae gentes

Sclauorum exortae sint et originem, sicut affirmant, ducant.

Prissani, ciuitates LXX. Velunzani, ciuitates LXX. Bruzi plus

est undique quam de Enisa ad Rhenum. Vuizunbeire, Caziri,

ciuitates C. Ruzzi. Forsderen. Liudi. Fresiti. Serauici. Luco-

lane. Vungare. Vuislane. Sleenzane, ciuitates XV. Lun-

sizi, ciuitates XXX. Dadosesani, ciuitates XX. Milzane, ciuitates

XXX. Besunzane, ciuitates II. Verizane, ciuitates X.

Fraganeo, ciuitates XL. Lupiglaa, ciuitates XXX. Opolini, ci-

uitates XX. Golensizi, ciuitates V.

### Interpretation

#### Stämme
1. Danaorum: Dänen
2. Nortabtrezi: Der Stammesverband der Abodriten von Ostholstein bis Mecklenburg, nach der Gegenauffassung nur der abodritische Teilstamm der Wagrier, während die Abodriten als Stamm an der Wismarer Bucht unter [15.] genannt sein sollen.
3. Uuilci: Der Stammesverband der Wilzen im östlichen Mecklenburg, Vorpommern und im Norden Brandenburgs[20]
4. Linaa: Linonen um die Burg Lenzen im nordwestlichen Brandenburg[21]
5. Bethenici: Bethenzer zwischen Goldberg und Plau im südlichen Mecklenburg[22]
6. Smeldingon: Smeldinger, entweder in der Gegend um Parchim im südwestlichen Mecklenburg[23] oder in der Prignitz im nordwestlichen Brandenburg[24]
7. Morizani: Morizani östlich von Magdeburg in Sachsen-Anhalt[25]
8. Hehfeldi: Heveller um die Burg Brandenburg an der Havel im westlichen Brandenburg
9. Surbi: Der Stammesverband der Sorben zwischen Saale und Oder in Sachsen und dem südlichen Brandenburg
10. Talaminzi: Daleminzer an der mittleren Elbe um Lommatzsch in Sachsen
11. Beheimare: Böhmer in Tschechien
12. Marharii: Zweifelhaft. Wahrscheinlich die Mährer im Großmährischen Reich
13. Vulgarii: Bulgaren im Donaubulgarischen Reich von der unteren Donau bis zum Dnjestr im heutigen östlichen Ungarn und Rumänien bis weit in die westliche Ukraine
14. Merehanos: Zweifelhaft. Eventuell erneut die Mährer wie [12.], vielleicht aus dem bis 833 unabhängigen Fürstentum Nitra im Westen der Slowakei.
15. Osterabtrezi: Zweifelhaft. Wohl die Praedenecenti nördlich von Belgrad an der Donau und in Dakien, benachbart zu den Bulgaren,[26] nach der Gegenauffassung nur der abodritische Teilstamm der Abodriten im engeren Sinn an der Wismarer Bucht im östlichen Mecklenburg (Lübke, Hanewinkel)
16. Miloxi: Zweifelhaft. Eventuell erneut die Milzener im östlichen Sachsen wie [53.]
17. Phesnuzi: Unbekannt
18. Thadesi: Unbekannt
19. Glopeani – Goplanen am Goplo-See im heutigen Zentral-Polen
20. Zuireani: Unbekannt
21. Busani: Buschanen am Oberlauf des Westlichen Bug überwiegend in der heutigen westlichen Ukraine
22. Sittici: Unbekannt (möglicherweise Žitiči beim heutigen Schytomyr in der Ukraine[27] oder am Fluss Žitava in der heutigen Slowakei (Fürstentum Nitra?))
23. Stadici: Unbekannt.
24. Seberozzi: Unbekannt.
25. Unlici: Zweifelhaft. Vielleicht die Ulitschen am unteren Dnjepr
26. Neriuani: Unbekannt.
27. Attorozi: Unbekannt.
28. Eptaradici: Unbekannt. Beschreibt vielleicht ein Sieben-Burgen(-Land) unbekannter Lage (von griechisch hepta = sieben, radikoi = Wurzeln, Herkünfte)
29. Uuilerozi: Unbekannt
30. Zabrozi: Unbekannt
31. Znetalici: Unbekannt
32. Aturezani: Unbekannt
33. Chozirozi: Unbekannt
34. Lendizi: Zweifelhaft. Vielleicht die Lendizen als Vorläufer der Polanen im südöstlichen Polen
35. Thafnezi: Unbekannt
36. Zeriuani: Zweifelhaft. Vielleicht handelt es sich bei den Zeriuani um die Tscherwjanen um die Burg Tscherwen im östlichen Polen, das Königreich (regnum) spricht für das 981 von der Kiewer Rus eroberte, wohl vormals selbstständige Tscherwener Burgenland, wie auch die Lage bei Lendizen.(33.) und Prissanen (36.)
37. Prissanen: Zweifelhaft. In Betracht kommen Pruzzen (wie 39.), Pyritzer zu der Burg Pyritz im polnischen Pommern östlich der Oder, oder auch ein nach dem polnischen Fluss San benannter Stamm im östlichen Polen (slawisch pri = am, bei, also am San)
38. Uuelunzanen: Zweifelhaft. Eventuell Wolhynier in der westlichen Ukraine zu der Burg Wolyn
39. Bruzi: Zweifelhaft. Eventuell Pruzzen, ein baltischer Stamm an der Ostseeküste im heutigen nördlichen Polen und der russischen Exklave Kaliningrad (ohne Angabe der Burgenanzahl, eventuell daher Ergänzung (37.))
40. Uuizunbeire: Unbekannt. Möglicherweise kein Stamm, sondern das elsässische Kloster Weissenburg (Wizunburc)[28]
41. Casiri: Chasaren in dem Khaganat vom östlichen Schwarzen Meer bis weit nach Osten in der heutigen östlichen Ukraine, Südrussland und dem westlichen Kasachstan
42. Ruzzi: Bewohner der Nowgoroder Rus, Russen oder Ruthenen
43. Forsderen: Unbekannt.
44. Liudi: Unbekannt.
45. Fresiti: Unbekannt.
46. Serauici: Unbekannt.
47. Lucolane: Unbekannt.
48. Ungare: Ungarn, bis 896 nördlich des Schwarzen Meers in der heutigen Westukraine zwischen den Reichen der Donaubulgaren und der Chasaren, ab 901 westlich der Donau in Pannonien, dem heutigen westlichen Ungarn und angrenzenden Gebieten.
49. Uuislane: Wislanen an der Weichsel/Wisła in Kleinpolen
50. Sleenzane: Slensanen im westlichen, heute polnischen Niederschlesien, Vorläufer der Schlesier
51. Lunsizi: Lusitzi an der mittleren Spree (Lausitz), Vorfahren der heutigen Sorben
52. Dadosesani: Dadosanen am Bober mit der Burg Ilva im heute polnischen westlichen Niederschlesien
53. Milzane: Milzener an der oberen Spree, Vorfahren der heutigen Sorben
54. Besunzane: Besunzane
55. Uerizane: Unbekannt. Evtl. muss Ucrizane gelesen werden, was auf das untere Odergebiet hindeuten könnte (Ueckermünde)[29]
56. Fraganeo: Zweifelhaft. Eventuell zu Praga, also die Tschechen um Prag
57. Lupiglaa: Unbekannt
58. Opolini: Opolanen um die später oberschlesische Burg Opole im heutigen Polen
59. Golensizi: Golensizen im östlichen Oberschlesien im heutigen nordöstlichen Tschechien

#### Civitates
Worum es sich bei den Civitates der einzelnen Stämme handeln soll, ist bislang nicht zufriedenstellend geklärt. Eine civitas – wörtlich „Bürgerschaft“ – ist im klassischen Latein das Wort für eine halbautonome Verwaltungseinheit der mittleren Ebene. Die römischen civitates bestanden aus einem städtischen Zentrum nebst Umland und wurden meistens nach ihrem Hauptort oder dem zugehörigen Stamm benannt. Ob das Wort mehrere Jahrhunderte später im Bayerischen Geographen ebenfalls für ein Gebiet (Burgbezirk, Verwaltungsbezirk, Siedlungsgefilde oder -kammer) oder für einen Ort (Burg, Stadt, vorstädtische Siedlung) verwendet wird, ist umstritten.

#### Regiones
Auch die Bedeutung des Begriffes der regio konnte bislang nicht geklärt werden. Christian Lübke hält sie für Teilstämme.